# Папроць (Великопольське воєводство)
Папроць (пол. Paproć, нім. Paprotsch) — село в Польщі, у гміні Новий Томишль Новотомиського повіту Великопольського воєводства.
Населення — 1029 осіб (2011).
У 1975-1998 роках село належало до Познанського воєводства.

## Демографія
Демографічна структура станом на 31 березня 2011 року:
|          | Загалом | Допрацездатний вік | Працездатний вік | Постпрацездатний вік |
| -------- | ------- | ------------------ | ---------------- | -------------------- |
| Чоловіки | 520     | 134                | 353              | 33                   |
| Жінки    | 509     | 132                | 307              | 70                   |
| Разом    | 1029    | 266                | 660              | 103                  |